# Léopold Sédar Senghor
Léopold Sédar Senghor (9. října 1906, Joal-Fadiouth, Francouzská Západní Afrika (Senegal) – 20. prosince 2001, Verson, Normandie, Francie) byl básníkem a prvním prezidentem Senegalu.

## Život
Narodil se v malé rybářské vesnici bohatému otci z kmene Serer a peulské matce. Sererové na počátku 20. století vyznávali směs animismu a křesťanství a jejich společnost byla značně matriarchální. Navštěvoval katolickou misijní školu, poté studoval v Dakaru a později v Paříži, kde roku 1932 získal francouzské občanství. Ve Francii několik let působil jako učitel. Podílel se na vytvoření konceptu literárního hnutí négritude spočívajícího v odmítnutí koloniálních hodnot a v oslavě africké minulosti a tradičního uspořádání africké společnosti. Négritude se výrazně projevuje v jeho básnické tvorbě plné takřka mytických obrazů z africké minulost.
Po vypuknutí 2. světové války vstoupil do francouzské armády, byl zajat a rok a půl strávil v zajateckém táboře. Po válce byl opakovaně zvolen jako zástupce Senegalu do francouzského Národního shromáždění.
V dubnu 1959 se po vzniku Federace Mali stal předsedou jejího federálního shromáždění. Když se Senegal stal po krátkém životě Federace Mali 5. září 1960 nezávislým, Senghor se stal jeho prvním prezidentem.
Senghorovy politické postoje byly blízké socialismu, nikdy však nebyl marxistou. Socialismus podle Senghora nebyl v Africe ničím novým, Senghor viděl jeho blízkost kolektivistickému uspořádání tradiční (předkoloniální) africké společnosti, tak opěvované konceptem négritude.

Roku 1962 po odhaleném spiknutí vedeném předsedou vlády, převzal Senghor i tento úřad a nová ústava z března 1963 posílila prezidentské pravomoci. Senghorův Union progressiste sénégalaise (UPS – Senegalský pokrokový svaz) se roku 1966 stal jedinou povolenou politickou stranou.

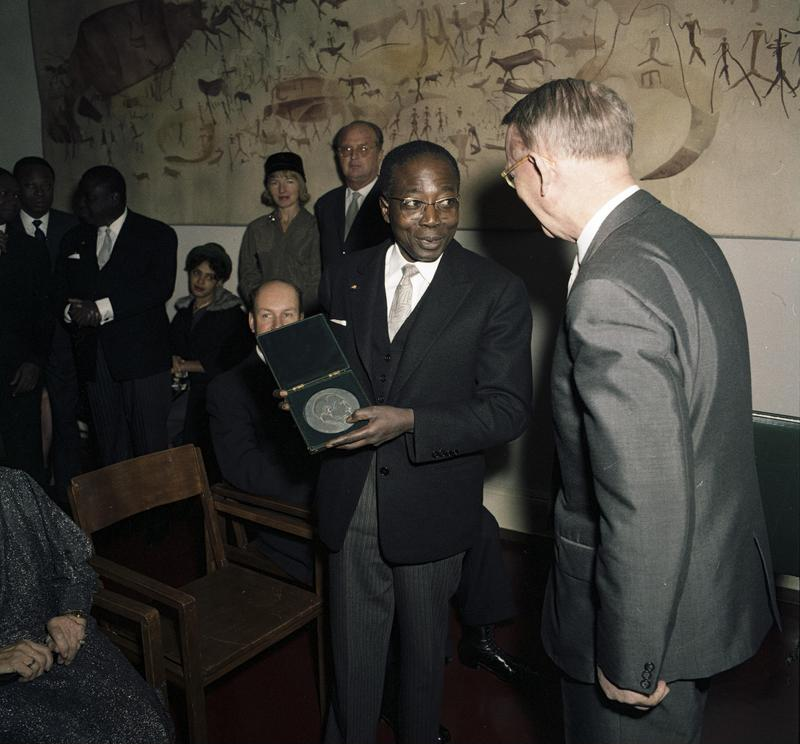
Léopold Sédar Senghor

Blízká byla Senghorovi i myšlenka africké jednoty. Pod jeho vedením se stal Senegal roku 1974 zakládajícím členem ECOWAS – Západoafrického ekonomického společenství.
Po studentských nepokojích v 70. letech byl Senghor nucen od politické monopolizace ustoupit. Uvolňování politického systému začalo povolením dalších dvou stran v roce 1976. Ekonomické problémy a další tlak na politické reformy však vedl k Senghorově rezignaci v prosinci 1980. To, že se Senghor dobrovolně vzdal moci, což byl v tehdejší Africe nevídaný jev, mu přineslo mezinárodní uznání a pověst demokrata. Po svém odchodu do politického důchodu pobýval střídavě v Dakaru, Paříži a v Normandii, odkud pocházela jeho druhá manželka. V roce 1983 byl zvolen členem Francouzské akademie.
Zemřel 20. prosince 2001 a Jacques Chirac po jeho smrti poznamenal: „Poezie ztratila mistra, Senegal státníka, Afrika vizionáře a Francie přítele.“
Česky vyšly Senghorovy básnické sbírky Zpěvy stínu (1947) a Nokturna (1967).

## Vyznamenání
- velkokříž Řádu čestné legie – Francie, 1961[2]
- rytíř s řetězem Řádu Pia IX. – Vatikán, 2. října 1962[3]
- velkokříž s řetězem Řádu zásluh o Italskou republiku – Itálie, 2. října 1962[4]
- velkostuha Řádu republiky – Tunisko, 1966
- rytíř Nassavského domácího řádu zlatého lva – Lucembursko, 26. října 1970[5]
- Pamětní medaile 2500. výročí Perské říše – Írán, 14. října 1971[6]
- velkokříž s řetězem Řádu bílé růže – Finsko, 1973[7]
- velkokříž s řetězem Řádu svatého Jakuba od meče – Portugalsko, 13. března 1975[8]
- velkokříž s řetězem Řádu Isabely Katolické – Španělsko, 13. listopadu 1978[9]
- velkokříž Národního řádu za zásluhy – Francie
- komandér Řádu umění a literatury – Francie
- komandér Řádu akademických palem – Francie
- velkokříž Národního řádu lva – Senegal